# ジメチルシアナミド
ジメチルシアナミド（英: Dimethylcyanamide）は、化学式C3H6N2で表される有機化合物である。シアナミドにメチル基が二つ結合した構造で、溶媒や有機合成化学の中間体として用いられる。

## 安全性
神経毒性があり、脱力と運動失調の症状がみられる。日本の消防法では危険物第4類第3石油類（水溶性）に該当する。